# John Sirica
John Joseph Sirica (19. března 1904 – 14. srpna 1992) byl předsedou soudu příslušného pro distrikt hlavního města USA (District of Columbia). Proslavil se svou rolí ve skandálu Watergate, když přikázal prezidentu Richardu Nixonovi, aby soudu předložil své zápisy z jednání v Bílém domě. Siricovo zapojení do případu začalo tím, že předsedal soudu nad lidmi, kteří se vloupali do komplexu Watergate. Neuvěřil jejich tvrzení, že jednali na vlastní pěst a většinu z nich přesvědčil, aby řekli, kdo vloupání zorganizoval. Za svou roli při objasnění případu byl Sirica časopisem Time jmenován Mužem roku 1973.
Sirica popsal události aféry a svou účast v knize To Set the Record Straight.